# Lygrus holoniger
Lygrus holoniger är en skalbaggsart som beskrevs av Karl Adlbauer och Henri L. Sudre 2003. Lygrus holoniger ingår i släktet Lygrus och familjen långhorningar. Inga underarter finns listade i Catalogue of Life.